# ستيفن لي
ستيفن لي (بالإنجليزية: Stephen Leigh)‏ (27 فبراير 1951، سينسيناتي في الولايات المتحدة)؛ كاتِب خيال علمي وفنتازي، وروائي أمريكي.